# 이온 크레안거

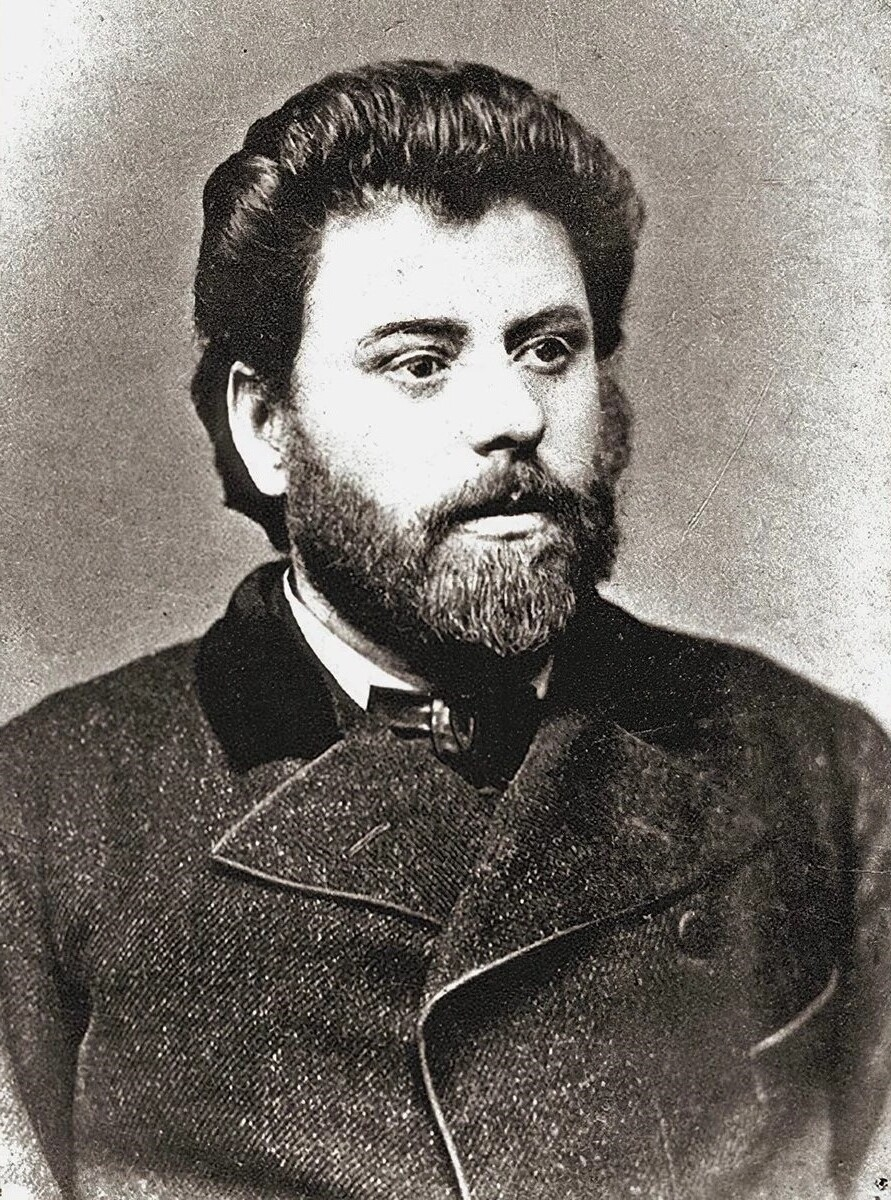
이온 크레안거

이온 크레안거(루마니아어: Ion Creangă, 1837년 - 1889년)는 루마니아의 문학가이다.

## 소개
1839년 후물레슈티에서 출생해 1889년 이아시에서 사망했다. 고향에서 초등학교를 마친 후 펄티체니에서 교리문답학교를 다녔다. 이어서 이아시에서 신학교와 트레이 이에라르히 초등학교를 다녔다. 1859년과 1871년 사이에 부제와 학교 교사로 지냈으며 그 후 이아시대학 신학부에 등록했으나 학교를 잘 다니지는 않았다. 그 대신 교사 과정을 이수해서 이아시에 있는 학교의 교사가 되었다. 1875년에 루마니아의 국민 시인 에미네스쿠와 친구가 되어 문학 단체 주니메아에 가입했다. 에미네스쿠와 같은 해에 사망한 것이 흥미롭다.
그의 초기 작품들은 교훈적이며 윤리적인 이야기들로 학교 교과서에 사용되었다. 그의 옛이야기에 등장하는 인물들은 인간 유형의 전형(典型)들로 도덕적 교훈을 준다. 모든 작품이 사회 공존의 길잡이이면서 루마니아의 영혼을 표현한다는 의미를 갖고 있어 크레안거는 고전적 작가이자 도덕가로 평가된다.
크레안거 작품의 특성은 민속적인 문체와 유머다. 고향 후물레슈티에서 사용되는 말을 비롯해‘크레안거 용어(Crengisme)’라고 지칭되는 창조적 어휘 사용은 놀라움을 준다. 읽다 보면 공식적인 관습, 사회의 계급으로부터 해방되어, 평등의 감정과 친근감을 가지면서 자유로운 민속적 축제의 세계로 안내 받는다. 어떤 외국의 문화도 모방하지 않고 루마니아의 풍습과 사람들의 살아가는 모습을 재미있게 보여주는 그의 옛이야기에는 루마니아의 영혼과 전통이 녹아 있다. 인물 묘사에 은유법을 거의 사용하지 않고, 자연 묘사가 간단하며 심리학적 분석이 없는데 이것은 구전의 특수성을 살려서 듣는 사람에게 내용을 간결하게 전달하기 위한 것이다. 그의 작품이 갖는 미학이기도 하다.

## 하라프 알브 왕자 이야기
『하라프 알브 왕자 이야기』는 루마니아에서 가장 성공한 동화로 평가받는다. 주인공은 가는 길마다 펼쳐지는 초자연적인 사건들 앞에서 장애물들을 하나씩 극복해 간다. 매 순간마다 초월적인 힘이 등장하지만 그 속의 파란만장한 인생은 먼 나라 이야기라는 선입견을 떨쳐버리게 한다. 모든 동화적 요소들을 오염시키지 않고 단일 테마로 자연스럽게 종합, 확장하는 데 성공하면서 크레안거의 대표작으로 꼽힌다.

## 참고 자료
- 김성기 역, 2009년, 지만지, ISBN 978-89-6228-274-0